# Срединка
Среди́нка (болг. Срединка) — село в Кирджалійській області Болгарії. Входить до складу общини Кирджалі.

## Населення
За даними перепису населення 2011 року у селі проживали 218 осіб, з них 40 осіб (97,6%) — турки.
Розподіл населення за віком у 2011 році:
Динаміка населення: